# Class 395
Pour les articles homonymes, voir Class.
Le Class 395 est une rame automotrice électrique exploitée par la compagnie anglaise Southeastern sur la ligne à grande vitesse High Speed 1 et ont assuré les services de navette Olympic Javelin (en) pour les Jeux olympiques d'été de 2012.

## Historique
En 2005, une commande de 250 millions de livres sterling a été passée avec le constructeur japonais Hitachi pour un ensemble de 29 trains à grande vitesse « A-trains » de 6 voitures, basés sur la même technologie que les Shinkansen japonais. 
Le 23 août 2007 la première rame d'essais est débarquée du cargo MV Tarago en provenance de Kōbe. La mise en service a commencé le 18 juin 2009. Leur vitesse atteint 225 km/h.

## Diagramme

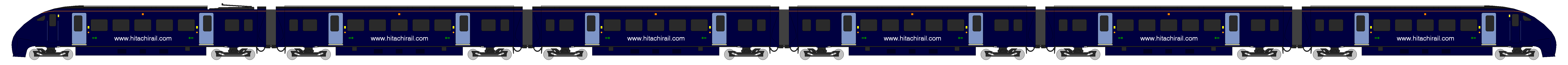
Rame Class 395.